# Portknockie
Portknockie är en ort i Storbritannien.   Den ligger i kommunen Moray och riksdelen Skottland, i den norra delen av landet, 700 km norr om huvudstaden London. Portknockie ligger 42 meter över havet och antalet invånare är 1 179.
Terrängen runt Portknockie är varierad. Havet är nära Portknockie norrut.Runt Portknockie är det ganska glesbefolkat, med 39 invånare per kvadratkilometer. Närmaste större samhälle är Buckie, 6,8 km väster om Portknockie. I omgivningarna runt Portknockie växer i huvudsak blandskog.